# Бостанчетата
Бостанчетата е защитена местност в България. Намира се в землището на село Боженците, област Габрово.
Защитената местност е с площ 0,32 ha. Обявена е на 15 декември 1981 г. с цел опазване на вековна букова гора.
В защитената местност се забраняват:
- извеждането на сечи освен санитарни и отгледни;
- пашата на домашни животни;
- повреждането на скалните образувания;
- всякакво строителство;
- разкриването на кариери, провеждането на минно-геоложки и други дейности, с които се изменя естествения облик на местността, водния и режим, или се нарушава целостта на пещерите;
- ловуването;
- безпокоенето на птиците и събиране на яйцата или малките им;
- влизане в пещерите.[1]